# Pyhämaa
Pyhämaa (anciennement Pyhämaan Luoto) est une ancienne municipalité finlandaise située dans le sud-ouest de la Finlande. La municipalité de Pyhämaa a été annexée de force à Uusikaupunki depuis le début de 1974 en raison du projet de construction de la troisième raffinerie de pétrole de Neste Oy, qui était en attente à ce moment-là. Cependant, le projet de construction a échoué. Les municipalités voisines de Pyhämaa étaient Kalanti, Pyhäranta, la commune rurale d'Uusikaupunki et Uusikaupunki.